# Airkenya Express
Airkenya Express – kenijska linia lotnicza z siedzibą w Nairobi. Głównym węzłem jest port lotniczy Nairobi-Wilson.